# دانشگاه غرب اسکاتلند
دانشگاه غرب اسکاتلند (انگلیسی: University of the West of Scotland) که پیشتر بنام دانشگاه پیزلی شناخته می‌شد، دانشگاه دولتی اسکاتلندی است که از چهار دانشکده مستقر در جنوب غربی اسکاتلند و در شهرهای پیزلی، همیلتون، دامفریس و ایر، همچنین یک دانشکده در شهر لندن تشکیل شده‌است.